# 208e division d'infanterie (Allemagne)
Pour les articles homonymes, voir 208e division.
La  208e division d'infanterie  (en allemand : 208. Infanterie-Division ou 208. ID) est une des divisions d'infanterie de la Wehrmacht durant la Seconde Guerre mondiale.

## Création
La 208. Infanterie-division est formée le 26 août 1939 dans le Wehrkreis III avec du personnel de la Landwehr en tant qu'élément de la 3. Welle (3e vague de mobilisation).

## Organisation

### Commandants
| Date                                  | Grade                  | Commandant                 |
| ------------------------------------- | ---------------------- | -------------------------- |
| 1er septembre 1939 - 13 décembre 1941 | Generalleutnant        | Moritz Andreas             |
| 13 décembre 1941 - 1er février 1943   | General der Infanterie | Hans-Karl von Scheele      |
| 1er février 1943 - ? avril 1943       | Generalleutnant        | Karl-Wilhelm von Schlieben |
| ? avril 1943 - 22 juin 1943           | Generalmajor           | Georg Zwade                |
| 22 juin 1943 - 8 mai 1945             | Generalleutnant        | Hans Piekenbrock           |

### Officiers d'opérations (Generalstabsoffiziere (Ia))
| Date                               | Grade               | Commandant     |
| ---------------------------------- | ------------------- | -------------- |
| 26 août 1939 - 1er juin 1940       | Hauptmann i.G.      | Werner Danke   |
| ? 1940 - ? 1942                    | Oberstleutnant i.G. | Korntner       |
| 1er août 1942 - 25 octobre 1943    | Oberstleutnant i.G. | Fritz Bessell  |
| 25 octobre 1943 - 25 novembre 1944 | Oberstleutnant i.G. | Dr Lemcke      |
| 25 novembre 1944 - ? 1945          | Oberstleutnant i.G. | Erhard Gemmrig |

## Théâtres d'opérations
- Pologne : septembre 1939 - mai 1940
- France et Belgique : mai 1940 - décembre 1941
- Front de l'Est secteur Centre : décembre 1941 - octobre 1943
- Front de l'Est, secteur Sud : octobre 1943 - octobre 1944
- Pologne et Tchécoslovaquie : octobre 1944 - mai 1945

## Ordres de bataille
1939
- Infanterie-Regiment 309
- Infanterie-Regiment 337
- Infanterie-Regiment 338
- Artillerie-Regiment 208
- Pionier-Bataillon 208
- Panzerabwehr-Abteilung 208
- Aufklärungs-Abteilung 208
- Infanterie-Divisions-Nachrichten-Abteilung 208
- Infanterie-Divisions-Nachschubtruppen 208

1943
- Grenadier-Regiment 309
- Grenadier-Regiment 337
- Grenadier-Regiment 338
- Divisions-Füsilier-Bataillon 208
- Artillerie-Regiment 208
- Pionier-Bataillon 208
- Panzerjäger-Abteilung 208
- Infanterie-Divisions-Nachrichten-Abteilung 208
- Infanterie-Divisions-Nachschubtruppen 208

## Décorations
Des membres de cette division ont été récompensés à titre personnel pour leurs faits de guerre:
- Insigne de combat rapproché en Or : 2
- Agrafe de la liste d'honneur : 18
- Croix allemande en Or : 42
- Croix de chevalier de la Croix de fer : 25